# Bislée
Bislée är en kommun i departementet Meuse i regionen Grand Est (tidigare regionen Lorraine) i nordöstra Frankrike. Kommunen ligger i kantonen Saint-Mihiel som tillhör arrondissementet Commercy. År 2022 hade Bislée 62 invånare.

## Befolkningsutveckling
Antalet invånare i kommunen Bislée
| Referens: INSEE |